# Nissan Pathfinder
Nissan Pathfinder er et terrængående køretøj produceret af den japanske producent Nissan. Den første generation blev markedsført under Nissan Terrano-navnet uden for Nordamerika, anden generation blev ikke importeret til Europa, og den tredje generation blev importeret til Europa fra 2005 til 2013 og fremstillet i Europa på Nissans fabrik i Barcelona i Catalonien. Den fjerde generation er ikke importeret til Europa.
| Stub | Spire Denne bilrelaterede artikel er en spire som bør udbygges. Du er velkommen til at hjælpe Wikipedia ved at udvide den. |